# 91 î.Hr.

## Nașteri
- dată necunoscută: Burebista primul rege al regatului dac (d. 44 î.Hr.)